# 山根赤鬼
山根 赤鬼（やまね あかおに、男性、1935年（昭和10年）8月16日 - 2003年（平成15年）6月24日）は、日本の漫画家。本名は、山根 孝（やまね たかし）。別筆名に山根 あかおに。田河水泡の弟子。筆名は田河水泡につけてもらった。
東京都生まれ、富山県下新川郡朝日町育ち。東京都立小金井工業高等学校夜間部卒。
代表作は『よたろうくん』、『かばどんとなおみちゃん』等がある。山根青鬼は兄。

## 来歴
双子の兄の山根青鬼と共に執筆活動をしていた。スラップスティックな作風の兄と違い、ほのぼのギャグが特徴であった。
また1989年に田河から『のらくろ』の漫画執筆権を譲り受け、田河没後もなお執筆を続けた。

## 略歴
- 1949年 - 『北日坊や』でデビュー。
- 1950年 - 田河水泡に弟子入り。
- 1988年 - 『まんが5・7・5』で日本漫画家協会賞優秀賞を受賞。
- 2003年6月24日 - 大腸癌のため死去。67歳没。

## 作品リスト
- 北日坊や（1949年、北日本少年新聞、山根青鬼と交代執筆）
- よたろうくん（1956年-1968年、少年クラブ・ぼくら、講談社）
- かのこちゃん（なかよし、講談社、鈴木みちを原作）
- 王くん（1963年、おもしろブック、集英社）
- てなもんや三度笠（なかよし、講談社）
- けいれい!しんぺいくん（少年ブック 1964年頃） - 山根青鬼との合作[2]。
- 丸井せん平（1965年-1970年代後半、希望の友、潮出版社）
- 団古やる代（1966年、希望ライフ、潮出版社）
- なぞッとパッ子（1967年、小学三年生4月号・5月号・7月号・11月号付録、小学館、木乃美光案[3]）[4][5][6][7]
- じんべえくん（1969年、COM、虫プロ商事）
- なぞ形平次とりもの帳（1969年、毎日小学生新聞、毎日新聞社）
- 大岡越前守（1970年、講談社）
- 一休さん（1970年、講談社）
- くまたん（1973年-1974年、2年の学習、学習研究社）[8]
- かばどんとなおみちゃん（1975年-1985年、1-3年の学習・少年チャレンジ、学習研究社）
- どんドコどん（1981年-1982年、コミックボンボン、講談社）
- まんが5・7・5（ポプラ社）
- 山根青鬼・赤鬼漫画道中記（1989年、草の根出版会、山根青鬼との共著）
- ドクターのらくろ奮戦記（1992年、経済調査会、金田武彦監修）
- のらくろの川柳まんが（1998年、あゆみ出版）
- のらくろちゃん（2001年-2003年、漫画新聞、日本漫画学院、山根青鬼と交代執筆）